# Crazy Bikers
Crazy Bikers (Motocross Maniacs 2) est un jeu vidéo de course développé par Konami Computer Entertainment Osaka et édité par Konami, sorti en 1999 sur Game Boy Color.

## Accueil
- Jeuxvideo.com : 12/20[1]